# VW Caddy V
Der VW Caddy V (Typ SB) ist ein Fahrzeug von Volkswagen Nutzfahrzeuge. Er wurde am 20. Februar 2020 vorgestellt und baut auf dem weiterentwickelten Modularen Querbaukasten (MQB evo) von VW auf.

## Hintergrund
Im Gegensatz zum Vorgänger Caddy IV, einer umfassenden Modernisierung des Caddy III, wurde der Caddy V auf Basis des MQB evo, auf dem auch der VW Golf VIII basiert, komplett neu entwickelt. VW ersetzte beim neuen Modell die blattgefederte starre Hinterachse des Vorgängers durch eine Verbundlenkerachse. Auch der Modulare Infotainment-Baukasten wird eingesetzt.
Schon 2019 war bekanntgegeben worden, dass Volkswagen zukünftig mit Ford kooperiere, um Nutzfahrzeuge zu entwickeln. So bietet Ford die dritte Generation des Tourneo Connect auf Basis des Caddy V an. Zudem basiert die zweite Generation des VW Amarok auf dem Ford Ranger.

## Ausstattung
Das neue Infotainmentsystem im Caddy ist laut VW „always on“, wozu das Notrufsystem eCall und ein Pannen- und Inforuf gehören. Als Sonderausstattung sind unter anderem ein digitales Cockpit und ein Navigationssystem verfügbar.
Im Caddy V sollen bis zu 19 teils optionale Assistenzsysteme zur Verfügung stehen, die aus dem Golf VIII bekannt sind.
Als Variante führte VW 2020 das Campermodell California mit Bett und von außen nutzbarer Kochstelle ein. Vom großen California bekannte Ausstattungen wie Kühlschrank, Sanitäreinheit oder ein aufstellbares Dach zur Raumerweiterung sind nicht verfügbar, somit sind diese Modelle von außen nur am Schriftzug zu erkennen.

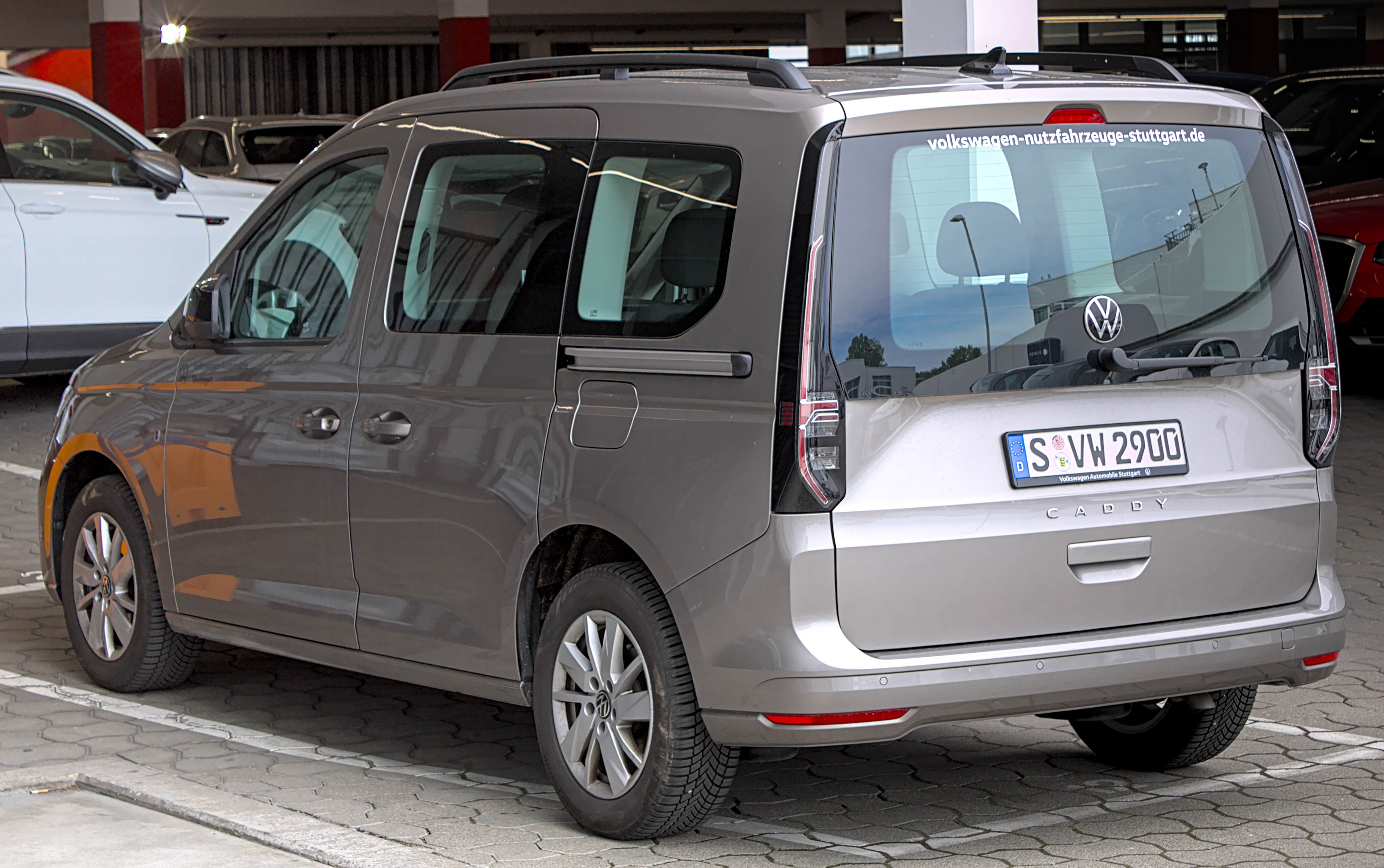
Heckansicht mit Heckklappe
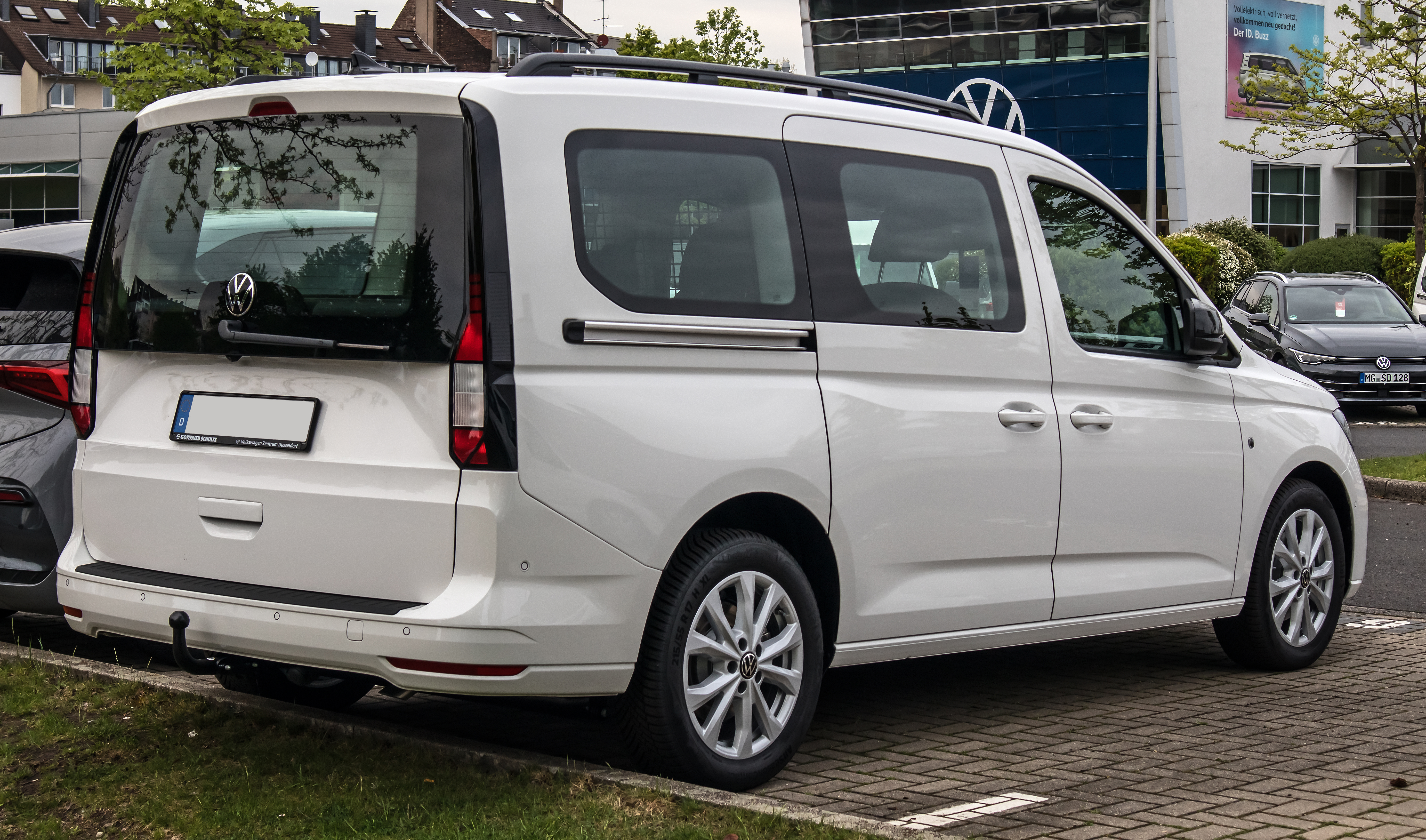
Caddy Maxi
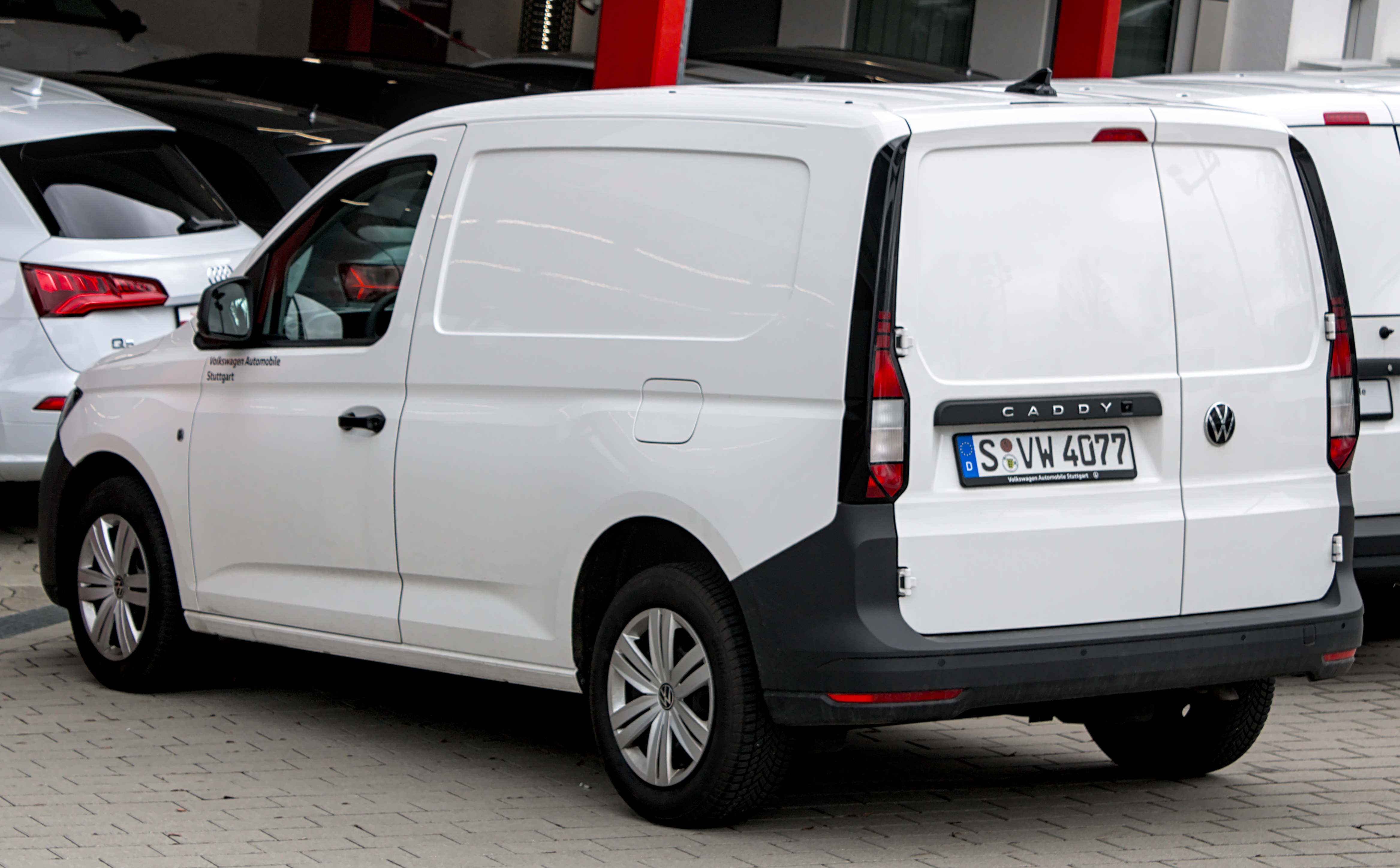
Caddy Cargo
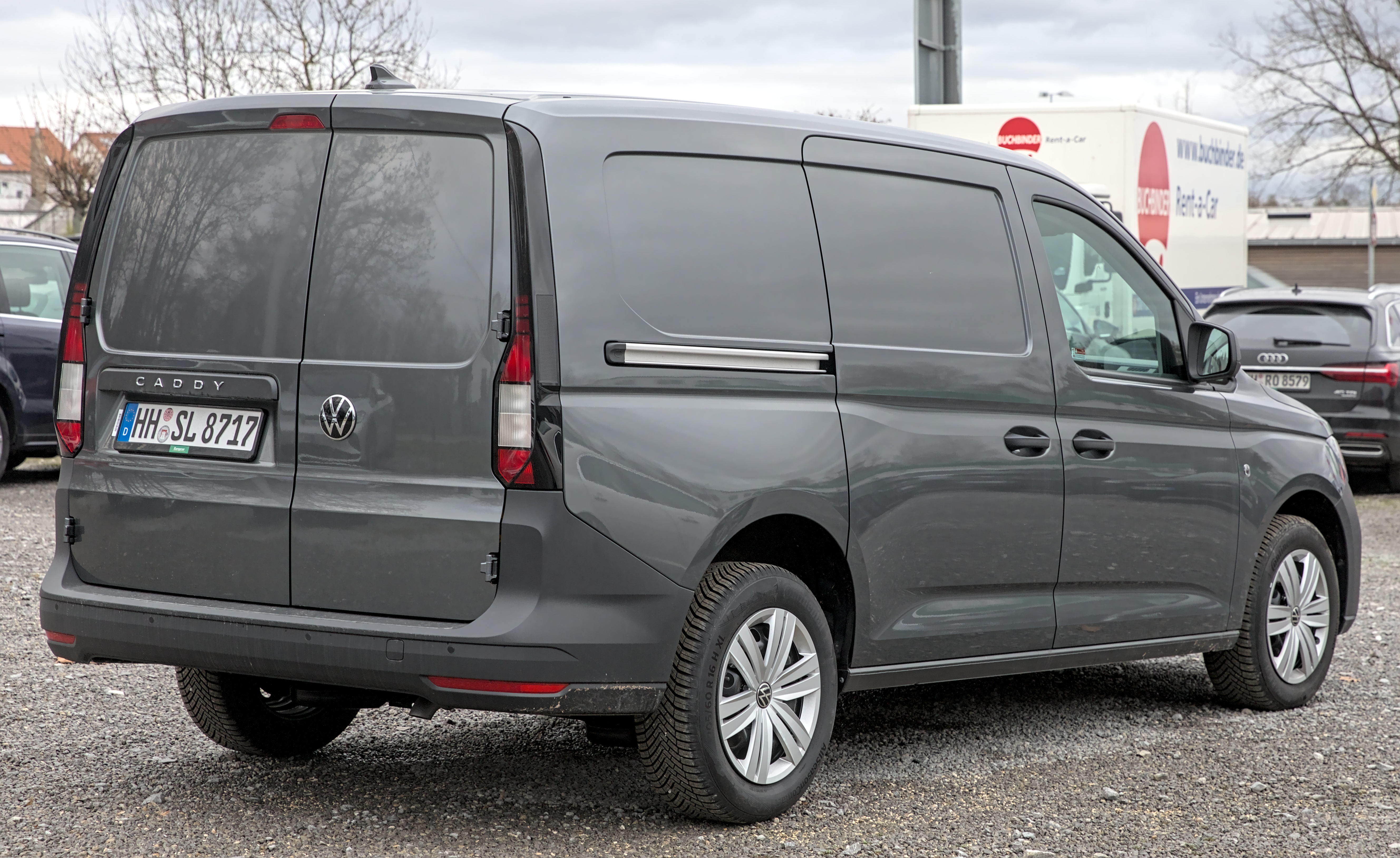
Caddy Maxi Cargo
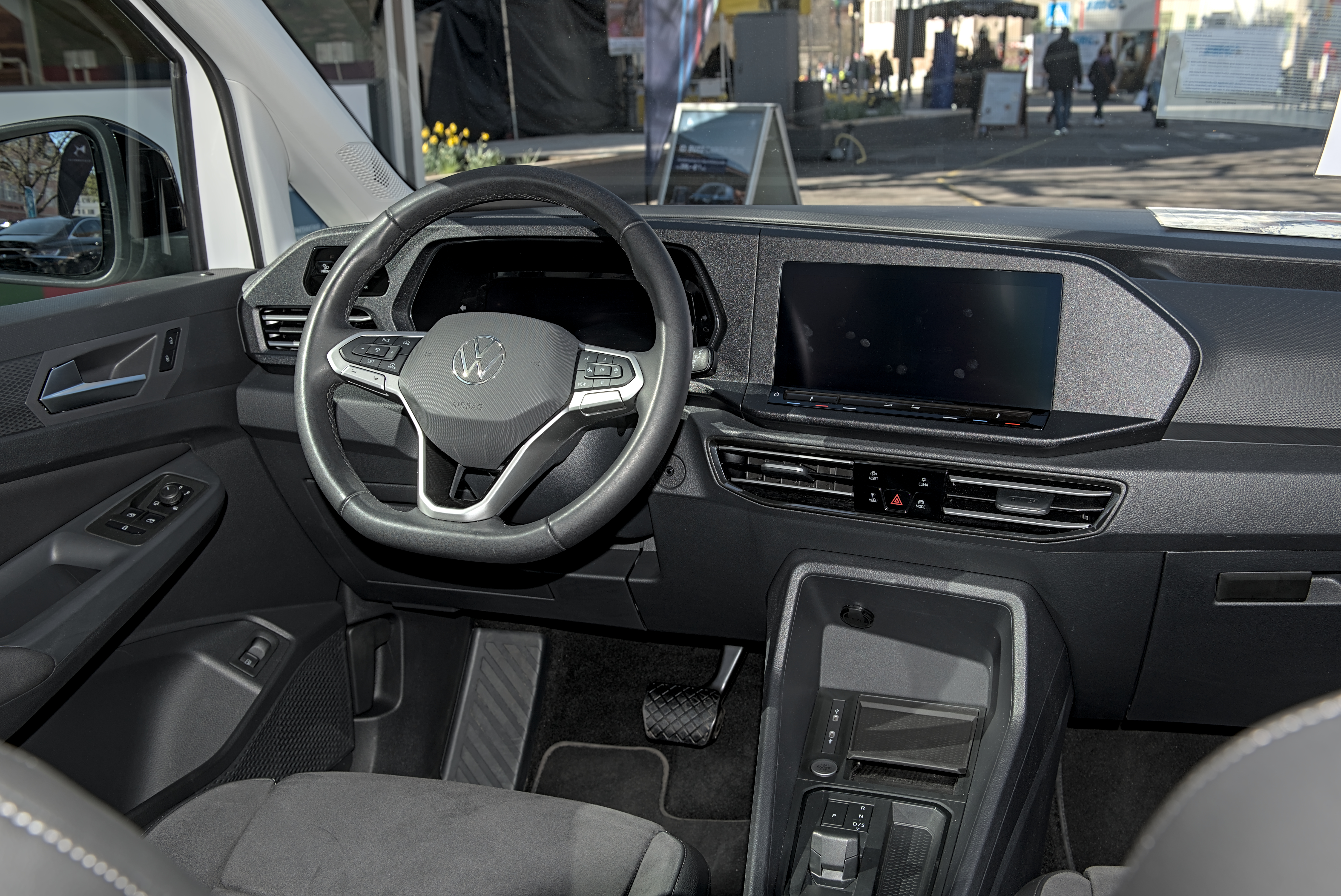
Innenansicht
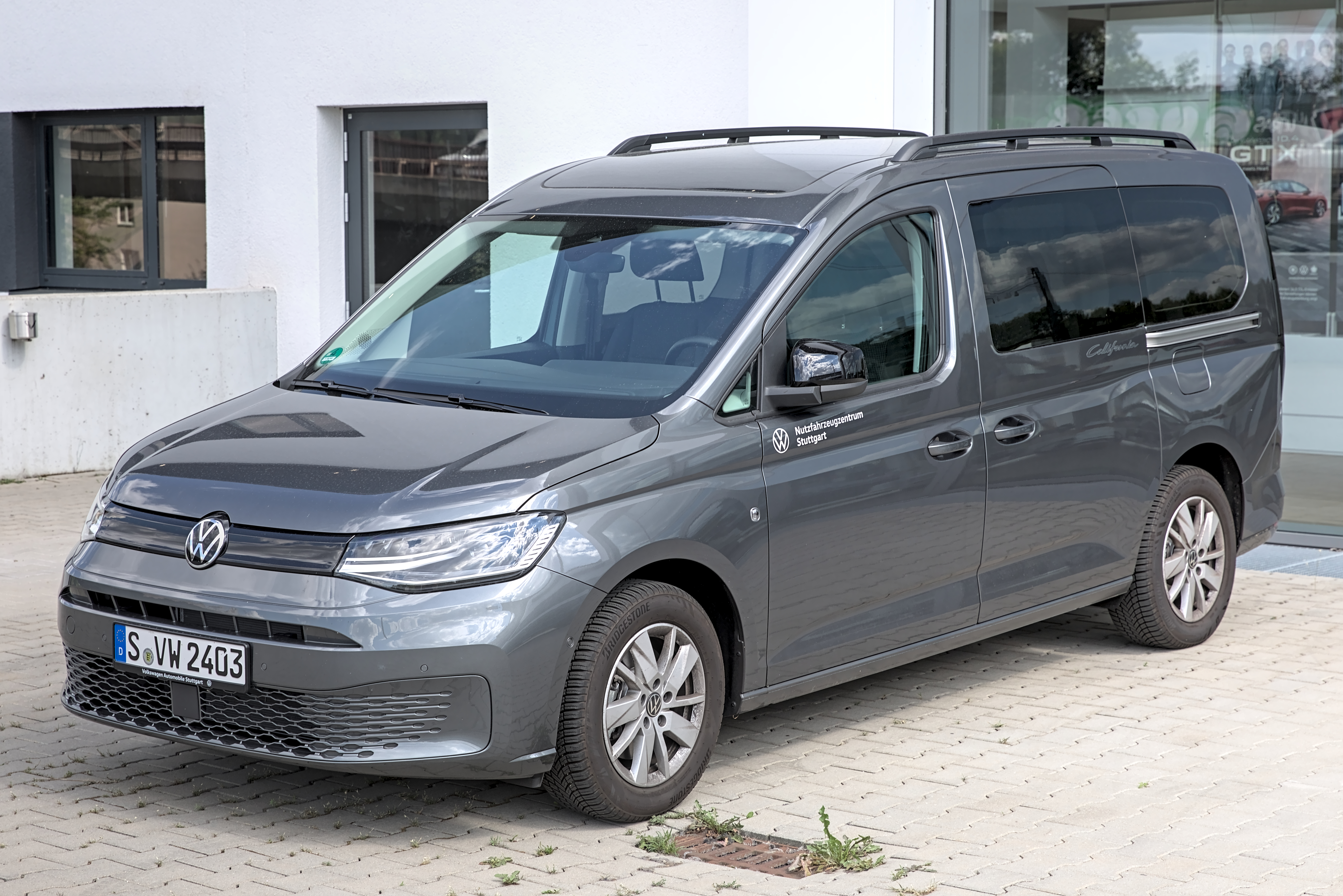
Caddy Maxi California

## Sicherheit
Im Herbst 2021 wurde der Caddy vom Euro NCAP auf die Fahrzeugsicherheit getestet. Er erhielt fünf von fünf möglichen Sternen.

## Technische Daten
Die neuen Vierzylindermotoren im Caddy erfüllen alle die Euro-6-Abgasstandards des Jahres 2021 und sind mit einem Partikelfilter ausgerüstet. Bei den TDI-Motoren kommen zwei SCR-Katalysatoren mit doppelter Harnstoffeinspritzung zum Einsatz („Twindosing“), wodurch die Stickoxid-Emissionen (NOx) reduziert werden. Als Plug-in-Hybrid mit einer elektrischen Reichweite von bis zu 122 km ist der Caddy seit August 2024 erhältlich.
|                             | 1.5 TSI                    | 1.5 TSI                   | 1.5 TGI BlueMotion             | 1.5 TSI eHybrid             | 2.0 TDI                   | 2.0 TDI                    | 2.0 TDI               | 2.0 TDI                    | 2.0 TDI               | 2.0 TDI 4Motion                         |
| --------------------------- | -------------------------- | ------------------------- | ------------------------------ | --------------------------- | ------------------------- | -------------------------- | --------------------- | -------------------------- | --------------------- | --------------------------------------- |
| Bauzeitraum                 | 11/2020–05/2024            | seit 05/2024              | 06/2022–06/2023                | seit 08/2024                | 11/2020–11/2021           | 11/2020–05/2024            | seit 05/2024          | 11/2020–05/2024            | seit 05/2024          | 03/2021–06/2023 05/2024–06/2024         |
| Motorbaureihe               | VW EA211 evo               | VW EA211 evo 2            | VW EA211 evo                   | VW EA211 evo 2              | VW EA288 evo              | VW EA288 evo               | VW EA288 evo          | VW EA288 evo               | VW EA288 evo          | VW EA288 evo                            |
| Hubraum                     | 1498 cm³                   | 1498 cm³                  | 1498 cm³                       | 1498 cm³                    | 1968 cm³                  | 1968 cm³                   | 1968 cm³              | 1968 cm³                   | 1968 cm³              | 1968 cm³                                |
| Gemischaufbereitung         | Direkteinspritzung         | Direkteinspritzung        | Direkteinspritzung             | Direkteinspritzung          | Direkteinspritzung        | Direkteinspritzung         | Direkteinspritzung    | Direkteinspritzung         | Direkteinspritzung    | Direkteinspritzung                      |
| Motoraufladung              | Turbolader                 | Turbolader                | Turbolader                     | Turbolader                  | Turbolader                | Turbolader                 | Turbolader            | Turbolader                 | Turbolader            | Turbolader                              |
| Motortyp                    | R4-Ottomotor               | R4-Ottomotor              | R4-Ottomotor mit Erdgasantrieb | R4-Ottomotor + Elektromotor | R4-Dieselmotor            | R4-Dieselmotor             | R4-Dieselmotor        | R4-Dieselmotor             | R4-Dieselmotor        | R4-Dieselmotor                          |
| Anzahl Ventile pro Zylinder | 4 Ventile (16V)            | 4 Ventile (16V)           | 4 Ventile (16V)                | 4 Ventile (16V)             | 4 Ventile (16V)           | 4 Ventile (16V)            | 4 Ventile (16V)       | 4 Ventile (16V)            | 4 Ventile (16V)       | 4 Ventile (16V)                         |
| Ventilsteuerung             | DOHC, Zahnriemen           | DOHC, Zahnriemen          | DOHC, Zahnriemen               | DOHC, Zahnriemen            | DOHC, Zahnriemen          | DOHC, Zahnriemen           | DOHC, Zahnriemen      | DOHC, Zahnriemen           | DOHC, Zahnriemen      | DOHC, Zahnriemen                        |
| Bohrung × Hub               | 74,5 mm × 85,9 mm          | 74,5 mm × 85,9 mm         | 74,5 mm × 85,9 mm              | 74,5 mm × 85,9 mm           | 81 mm × 95,5 mm           | 81 mm × 95,5 mm            | 81 mm × 95,5 mm       | 81 mm × 95,5 mm            | 81 mm × 95,5 mm       | 81 mm × 95,5 mm                         |
| Verdichtungsverhältnis      |                            |                           |                                |                             |                           |                            |                       |                            |                       |                                         |
| max. Leistung bei min−1     | 84 kW (114 PS) / 4500–6000 | 85 kW (115 PS) / 5000     | 96 kW (131 PS) / 5000–6000     | 110 kW (150 PS) / 3500 (1)  | 55 kW (75 PS) / 2250–4500 | 75 kW (102 PS) / 2750–4250 | 75 kW (102 PS) / 2750 | 90 kW (122 PS) / 2750–4250 | 90 kW (122 PS) / 2750 | 90 kW (122 PS) / 2750–4250              |
| max. Drehmoment bei min−1   | 220 Nm / 1750–3000         | 220 Nm / 1500–3000        | 200 Nm / 1400–4000             | 350 Nm / 1500–3000 (2)      | 250 Nm / 1375–2000        | 280 Nm / 1500–2500         | 280 Nm / 1500–2500    | 320 Nm / 1600–2500         | 320 Nm / 1600–2500    | 320 Nm / 1600–2500                      |
| Antrieb                     | Vorderradantrieb           | Vorderradantrieb          | Vorderradantrieb               | Vorderradantrieb            | Vorderradantrieb          | Vorderradantrieb           | Vorderradantrieb      | Vorderradantrieb           | Vorderradantrieb      | Allradantrieb                           |
| Getriebe, serienmäßig       | 6-Gang-Schaltgetriebe      | 6-Gang-Schaltgetriebe     | 6-Gang-Schaltgetriebe          | 6-Gang-DSG                  | 6-Gang-Schaltgetriebe     | 6-Gang-Schaltgetriebe      | 6-Gang-Schaltgetriebe | 6-Gang-Schaltgetriebe      | 7-Gang-DSG            | 6-Gang-Schaltgetriebe                   |
| Getriebe, optional          | [7-Gang-DSG]               | [7-Gang-DSG]              | –                              | –                           | –                         | –                          | –                     | [7-Gang-DSG]               | –                     | –                                       |
| Höchstgeschwindigkeit       | 182 km/h [181 km/h]        | 182 km/h [181 km/h]       | 190 km/h                       | 183 km/h                    | 157 km/h                  | 175 km/h                   | 175 km/h              | 187 km/h [186 km/h]        | 186 km/h              | 185 km/h                                |
| Beschleunigung, 0–100 km/h  | 11,9–12,4 s [11,9–12,4 s]  | 11,9–12,4 s [11,9–12,4 s] | 13,0 s                         |                             | 17,9 s                    | 13,5–14,0 s                | 13,5–14,0 s           | 11,2–11,6 s [11,4–11,8 s]  | 11,4–11,8 s           | 12,1–12,5 s                             |
| Abgasnorm                   | Euro 6d-ISC-FCM            | Euro 6e                   | Euro 6d-ISC-FCM                | Euro 6e                     | Euro 6d-ISC-FCM           | Euro 6d-ISC-FCM            | Euro 6e               | Euro 6d-ISC-FCM            | Euro 6e               | Euro 6d-ISC-FCM (seit 05/2024: Euro 6e) |